# Lutz Benter
Lutz Benter (* 20. Dezember 1945 in Strande) ist ein ehemaliger deutscher Ruderer. Er fing 1961 im Rudersport als Steuermann beim WSV Offenbach Bürgel an.
Im Jahre 1968 wurde er Deutscher Meister und nahm an den Olympischen Spielen in Mexiko (6. Platz im Endlauf) im Zweier mit Steuermann mit Rolf Hartung und Bernhard Hiesinger vom RC Hassia Hanau teil. Im Folgejahr errang er Bronze bei den Europameisterschaften in Klagenfurt als Steuermann des Deutschland-Achters. 1970 verpasste er mit dem Deutschland-Achter bei den Weltmeisterschaften in St. Catharines in Ontario, Kanada mit dem 4. Platz knapp das Podest. Auch 1971 beendete er die Ruder-Europameisterschaften in Kopenhagen mit dem Deutschland-Achter auf dem 6. Platz.
Lutz Benter ist der Bruder von Uwe Benter.